# Ян Шафранєц
Ян Шафранєц гербу Стариконь (нар. 1363, Пєскова Скала — пом. 28 липня 1433, Бродня) — польський католицький священик, єпископ куявсько-поморський, державний діяч, благодійник і ректор Краківського університету (1404–1405).

## Життєпис
Народився 1363 року в Пєсковій Скалі, в сім'ї Пйотра (?1330—1398), підстолія краківського та надвірного стольника; і Катажини Шафранців, шляхтичів гербу Стариконь. Мав братів Томаша з Лучиці, Петра з Піскової Скали, Станіслава з Млодзейовиців і 2 сестер.
Навчався у Празькому (з 1395) та Гайдельберзькому (1400) університетах, вивчав право та гуманітарні науки.
Активно працював над оновленням Краківського університету та був одним із перших його благодійників, протягом 1404–1405 років був його ректором.

### Церковна кар'єра
Ян Шафранєц отримав ряд церковних посад у Кракові, був серед інших, генеральним вікарієм і офіціалом єпископа Петра Виша з Радоліни, а у краківській капітулі — каноніком (1398), кустошем (1402), схоластиком і деканом (1409). У травні 1428 року за сприяння короля був обраний капітулою єпископом куявсько-поморським (зі столицею у Влоцлавеку). У якості єпископа Шафранєц він виступав проти спроб захоплення Поморської дієцезії Тевтонським орденом.

### Політична кар'єра
Ян Шафранєц був також підканцлером (1418–1423) і канцлером великим коронним (1423–1433). З моменту посідання канцлерського уряду він був лідером королівської партії, яка підтримувала Владислава II Ягайла. Був противником Люксембургів і Тевтонських лицарів, прихильник політичної угоди з гуситською Богемією, підпорядкування Литви та увічненням значення яґеллонської династії в Польщі.
Він був присутній при видачі Владиславом Ягайлом Червінського (1422) та Єдлінського (1430) привілеїв.
Помер 28 липня 1433 року у Бродні, похований у каплиці Шафранців у Вавельській катедрі.